# Lupa senese
La Lupa senese è uno dei simboli della città di Siena. 

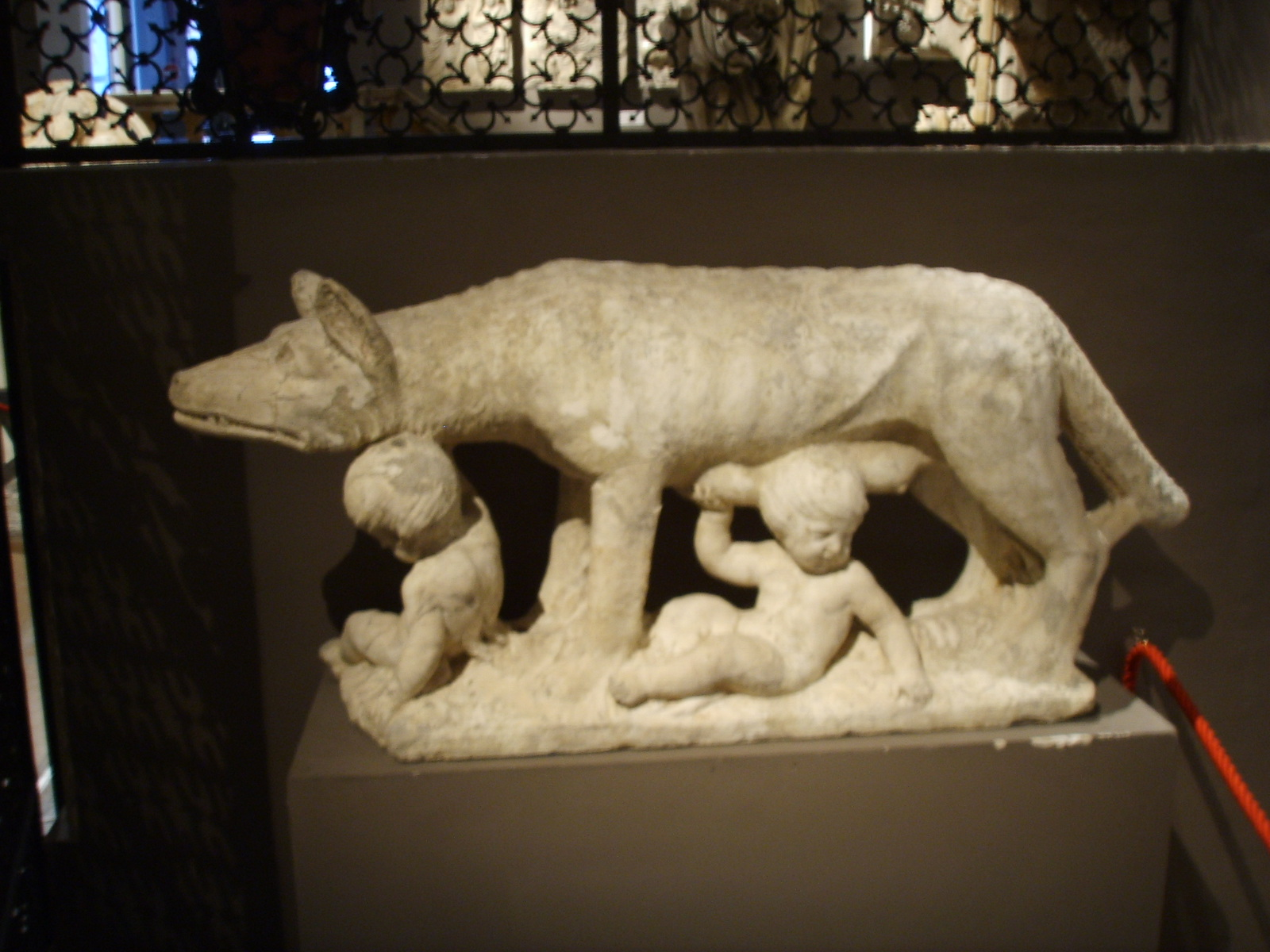
La Lupa, scultura nel Museo dell'Opera Metropolitana del Duomo

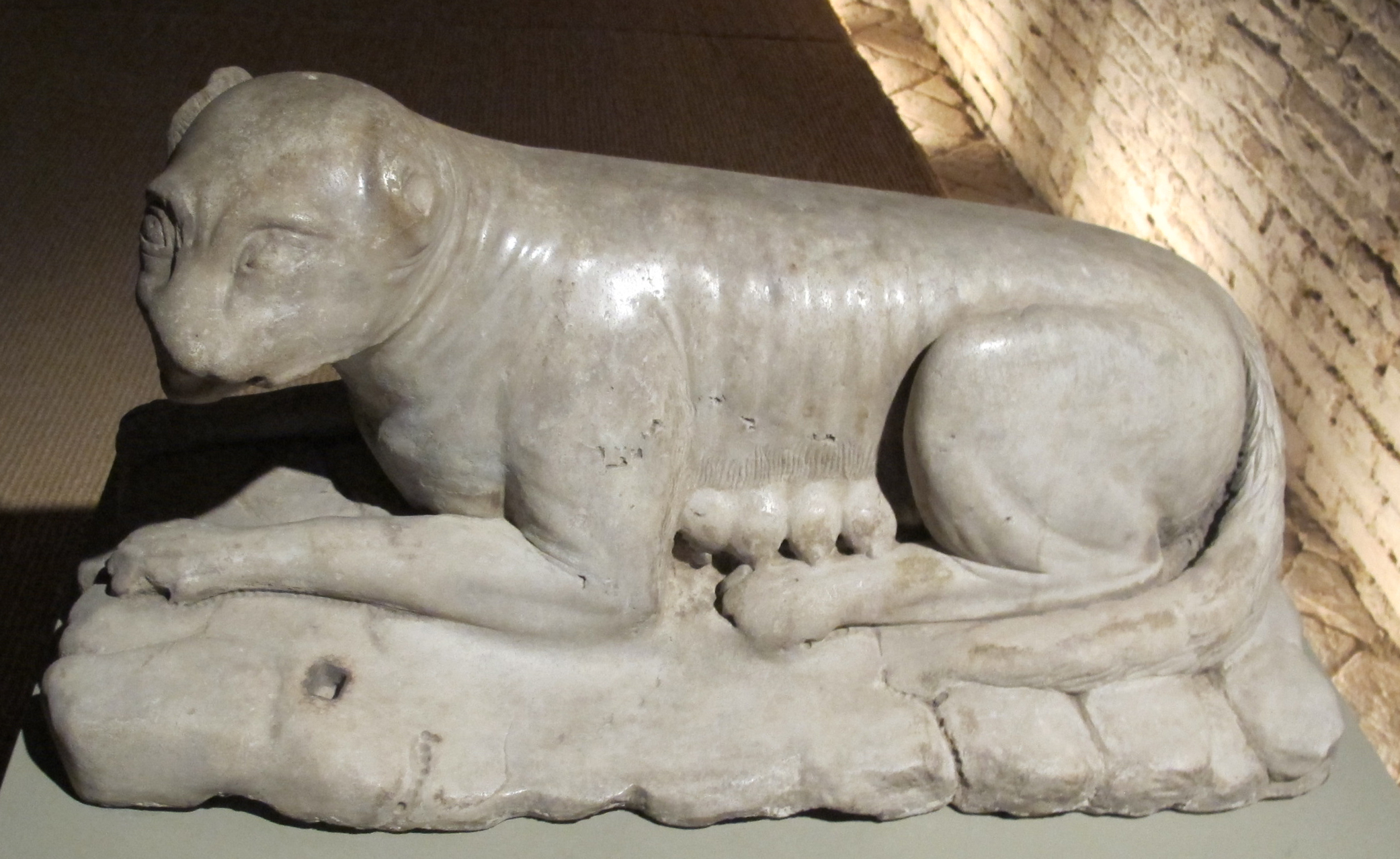
La Lupa, scultura in marmo di Jacopo della Quercia

## La leggenda delle origini
La rappresentazione della Lupa senese commemora la mitologica fondazione della città di Siena da parte di Senio e Ascanio, figli di Remo, ucciso da suo fratello Romolo nella leggendaria fondazione della città di Roma. Così, dopo l'assassinio del padre, i fratelli fuggirono dal loro zio su due cavalli che Apollo e Diana avevano fornito loro (uno bianco e uno nero, colori che alla fine saranno quelli della Balzana, lo stemma di Siena), dirigendosi verso l'Etruria a nord.
Avendo preso con loro la lupa che aveva nutrito e protetto il padre e lo zio, ne fecero l'emblema della nuova città che stavano per fondare.
Raggiunsero una valle dove decisero di stabilirsi. Qui fu fondata la città che prese il nome del maggiore dei due fratelli Senio, che divenne Sena (e poi Siena).
Questa iconografia, che si oppone al leone fiorentino, rievoca solo indirettamente la Lupa romana: con una piccola differenza di stile, la testa della lupa senese guarda avanti, quella romana di lato.

## Nell'arte
Raffigurazioni della Lupa adornano molti dei monumenti e dei luoghi della città di Siena: essa è posta su due colonne di fronte al Duomo, nella piazza di Postierla, in piazza del Campo e in piazza Tolomei; è anche rappresentata nelle tarsie marmoree del pavimento del Duomo. La rappresentazione più preziosa è forse quella in bronzo dorato di Giovanni di Turino nel palazzo Pubblico. 

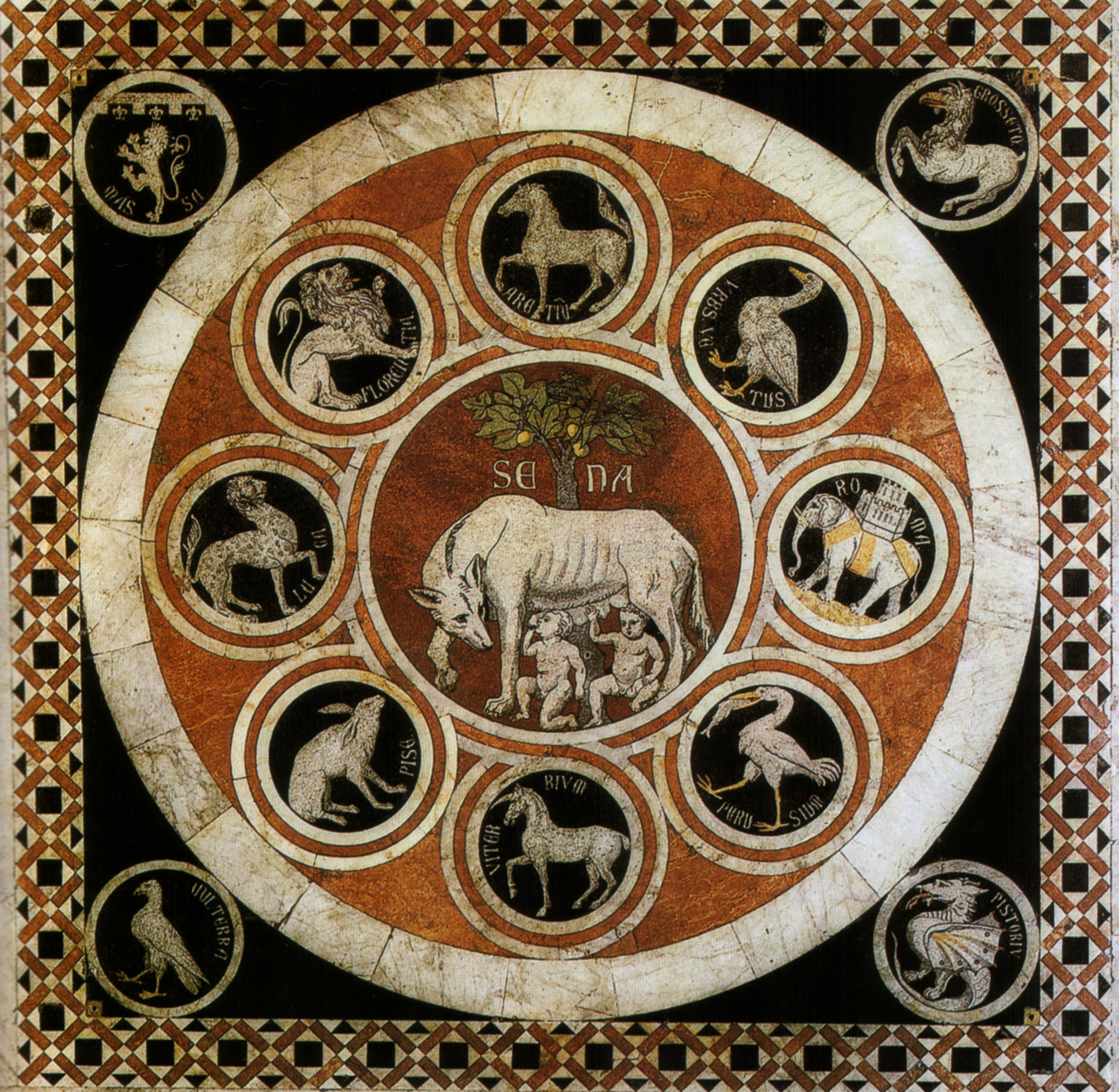
La tarsia del Duomo di Siena raffigurante la Lupa senese e le citta alleate
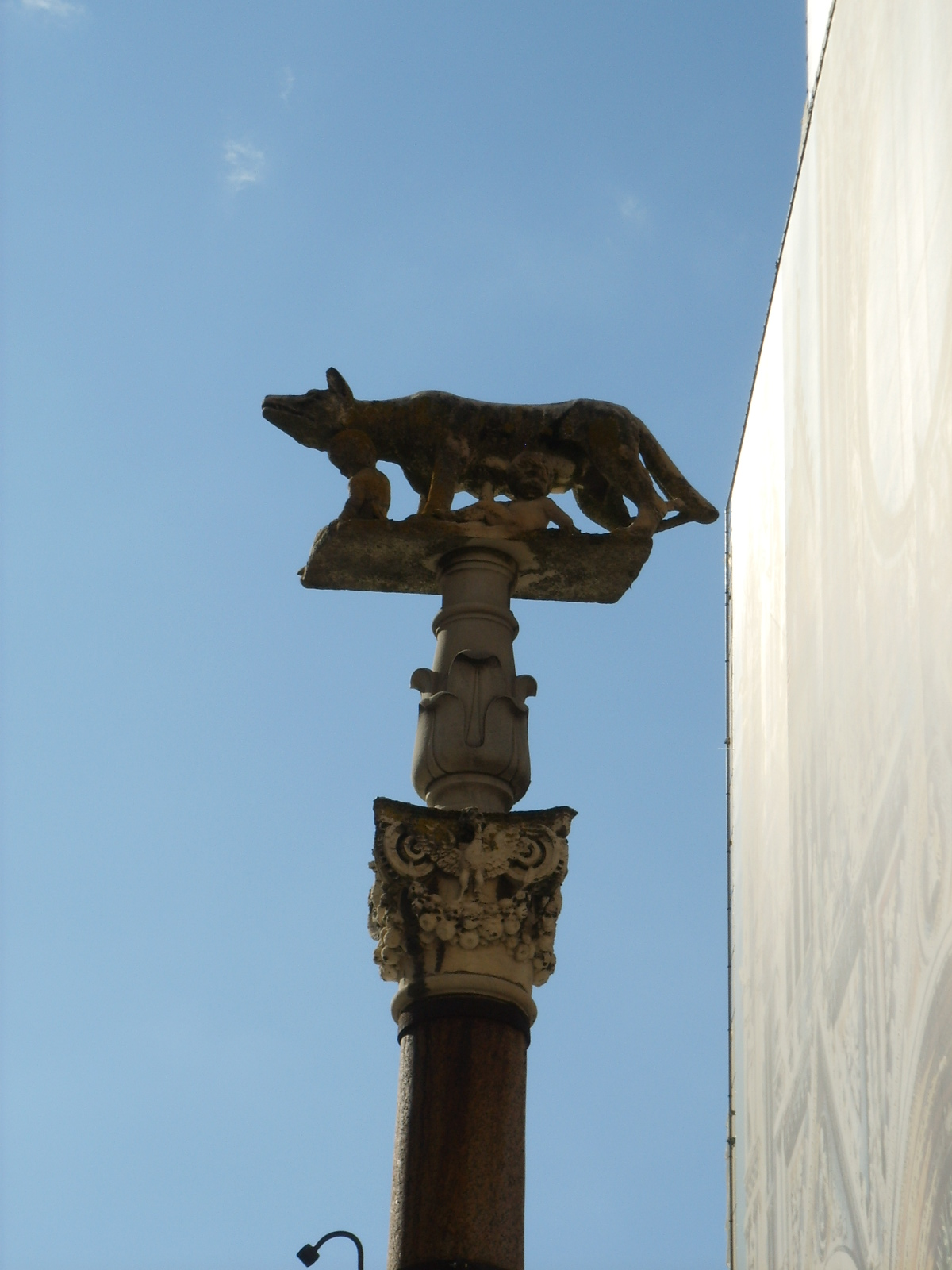
La Lupa in piazza Duomo
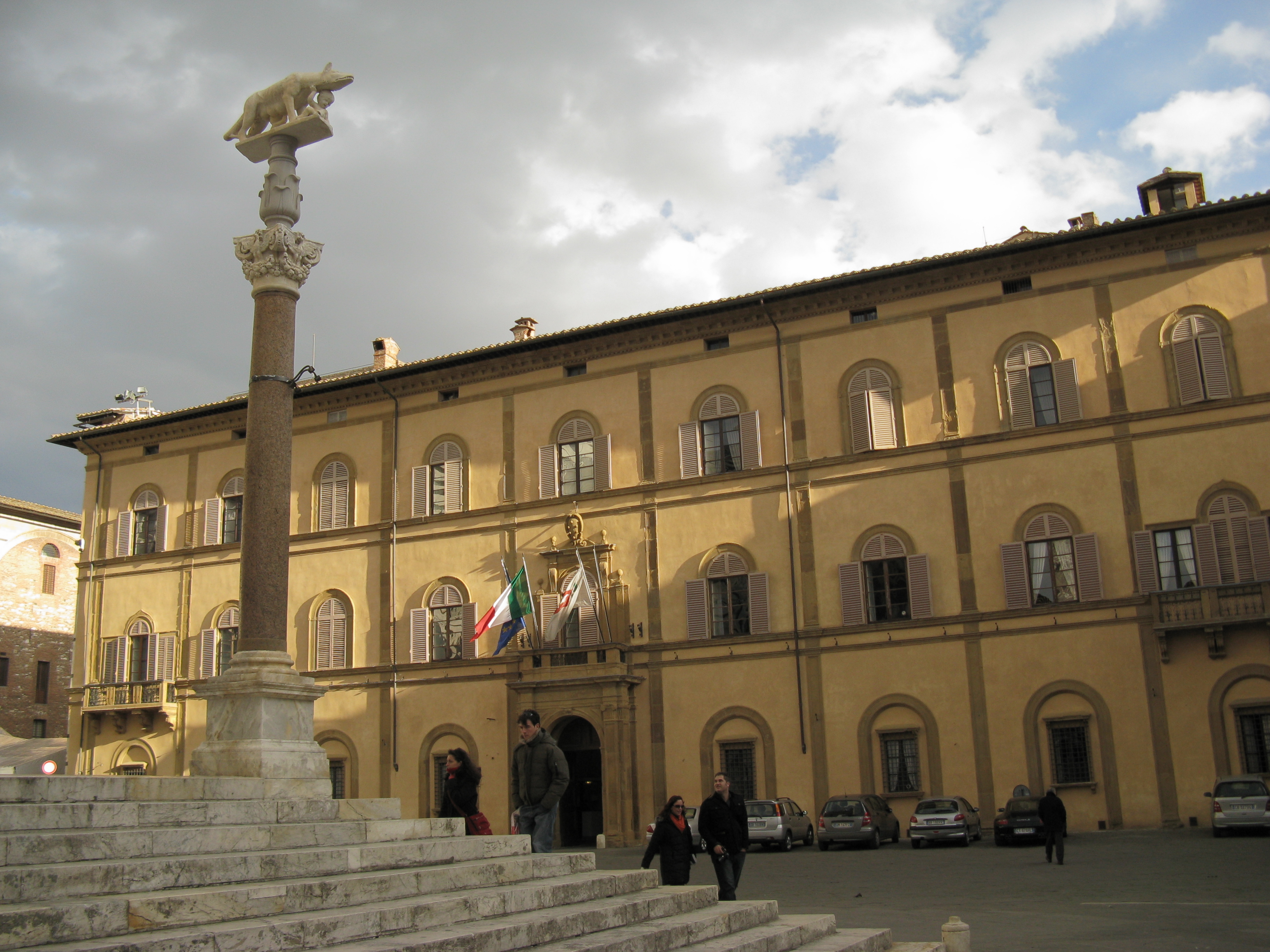
La Lupa in Piazza del Duomo
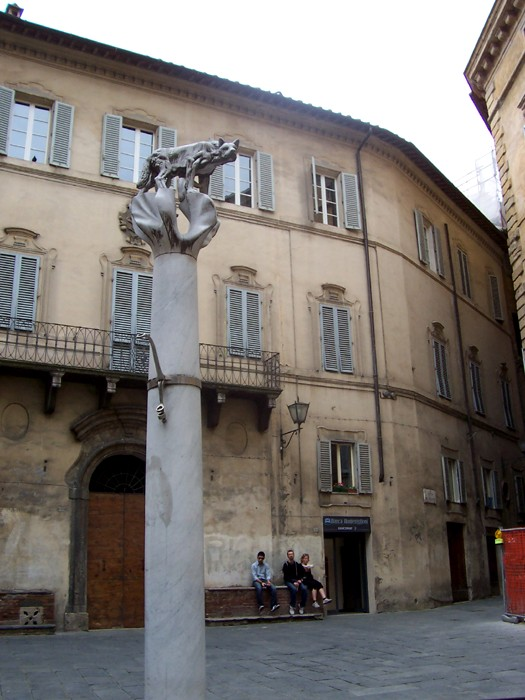
La colonna con la Lupa in Piazza di Postierla
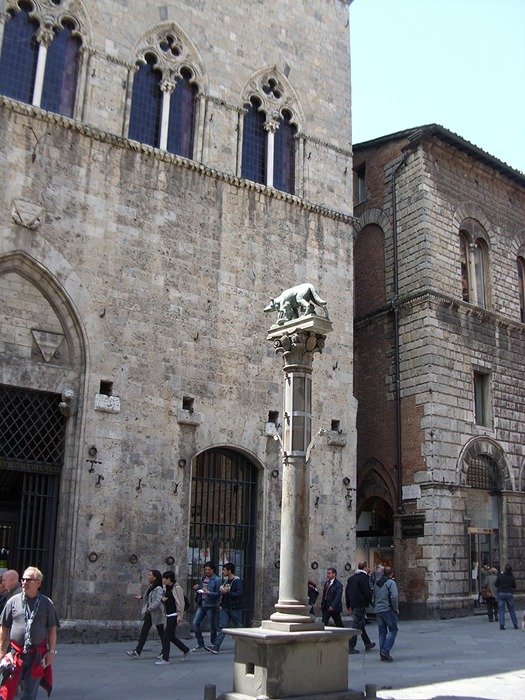
La Lupa senese su una colonna ai Banchi di Sopra vicino al palazzo Tolomei